# Phường 4, thành phố Vĩnh Long
Phường 4 là một phường thuộc thành phố Vĩnh Long, tỉnh Vĩnh Long, Việt Nam.

## Địa lý
Phường 4 nằm tại phía Đông Nam của trung tâm thành phố Vĩnh Long (phường 1) có Quốc lộ 53 và Quốc lộ 57 đi ngang, được xác định giáp giới như sau:
- Phía Bắc giáp sông Long Hồ và phường 1
- Phía Nam giáp xã Phước Hậu và Long Phước, huyện Long Hồ
- Phía Đông giáp sông Long Hồ, phường 5 và xã Thanh Đức, huyện Long Hồ
- Phía Tây giáp phường 3 và xã Phước Hậu, huyện Long Hồ.

Phường 4 có diện tích 2,42 km², dân số năm 1999 là 14.625 người, mật độ dân số đạt 6.043 người/km².

## Hành chính
Phường 4 được chia thành 6 khóm: 1, 2, 3, 4, 5, 6.